# Vîșnivți, Onufriivka
Vîșnivți (în ucraineană Вишнівці) este localitatea de reședință a comunei Vîșnivți din raionul Onufriivka, regiunea Kirovohrad, Ucraina.

## Demografie
Componența lingvistică a localității Vîșnivți
     Ucraineană (97,06%)
     Rusă (2,67%)
     Alte limbi (0,13%)
Conform recensământului din 2001, majoritatea populației localității Vîșnivți era vorbitoare de ucraineană (97,06%), existând în minoritate și vorbitori de rusă (2,67%).